# Кормак Маккарти
Кормак Маккарти (роден Чарлз Маккарти) (на английски: Cormac McCarthy (Charles McCarthy) е американски романист и автор на пиеси.

## Биография
Роден е в Провидънс, Роуд Айлънд на 20 юли 1933 г. като едно от шестте деца в семейството на Гладис Кристина и Чарлз Джоузеф Маккарти. Семейството му е католическо и е от ирландски произход. През 1937 г. семейството се мести в Ноксвил, където баща му работи като адвокат.
Маккарти посещава енорийското училище „Света Мери“ и Католическата гимназия на Ноксвил. Студент е в университета на Тенеси през 1951–52 г. и през 1957–59 г., но никога не завършва. Докато е студент, публикува два разказа и получава наградата „Инграм Мерил“ за креативно писане през 1959 и 1960 г.
Маккарти променя първото си име на Кормак, за да избегне асоциациите с известното чучело на вентрилоквиста Едгар Берген. Избира името Кормак заради ирландските крале Кормак мак Айрт и Кормак мак Куиленаин.
След като сключва брак със състудентката си Лий Холман през 1961 г., двамата се местят в „хижа без отопление в подножието на планините около Ноксвил“. Там се ражда синът им Кулън през 1962 г. Въпреки че се грижи за бебето и домакинството, Кормак моли Лий да си намери работа, за да може той да се концентрира върху писателската си кариера. Разочарована от ситуацията, тя заминава за Уайоминг, откъдето подава молба за развод и започва работа като учителка.

## Творчество
Написал е 10 романа, обхващащи жанровете южняшка готика, уестърн и постапокалиптична фантастика. Печели награди Пулицър и „Джеймс Тейт Блек“ за произведението си „Пътят“ (2006). Романът му от 2005 г. „Няма място за старите кучета“ е екранизиран под същото име – „Няма място за старите кучета“, който печели 4 награди на филмовата академия на САЩ, включително за най-добър филм през 2007 г. За Тези прекрасни коне (1992 г.) печели и двата американски приза - Национална награда за литература и Национална награда на критиците. Както Тези прекрасни коне, така и „Пътят“ са екранизирани под същото име.
Уестърнът Blood Meridian (1985) е попаднал в класацията на списание „Тайм“ за 100-те най-добри книги, публикувани на английски между 1923 и 2005 г., и е подгласник в гласуването, проведено от вестник „Ню Йорк Таймс“ през 2006 г. за Най-добра американска художествена проза от последните 25 години.
Литературният критик Харолд Блум обявява Маккарти за един от четиримата големи романисти на своето време заедно с Дон ДеЛило, Томас Пинчън и Филип Рот, и нарича Blood Meridian най-великата книга от излизането на As I Lay Dying на Уилям Фокнър.
През 2010 г. вестник „Таймс“ класира Пътят на първо място в списъка си 100-те художествени и документални литературни произведения за последното десетилетие. Маккарти често е споменаван и като кандидат за Нобелова награда за литература.

## Стил
Маккарти почти не използва пунктуация, заменяйки повечето запетайки с „и“. В интервю с Опра Уинфри, Маккарти казва, че предпочита „прости декларативни изречения“ и че използва главни букви и понякога запетайки, но никога не използва точка и запетайка. Той не използва кавички за означаване на диалог и вярваq че няма причина да „пълни страниците със странни малки знаци“.

### Романи
- The Orchard Keeper (1965)
- Outer Dark (1968)
- Child of God (1973)
- Suttree (1979)
- Blood Meridian or the Evening Redness in the West (1985); Кървав меридиан или вечерното зарево на Запада, изд. Пергамент Прес (2023)
- All the Pretty Horses (1992)
- The Crossing (1994)
- Cities of the Plain (1998)
- No Country for Old Men (2005)
Няма място за старите кучета, изд. Новелон (2006);Тук няма място за старци, изд. Пергамент Прес (2012)
- The Road (2006)
Пътят, изд. Новелон (2009)[8];Пътят, изд. Пергамент Прес (2012)
- The Passenger, 2022
- Stella Maris,	2022 	ISBN 0-307-26900-0

### Разкази
- Wake for Susan (1959)
- A Drowning Incident (1960)

### Сценарии
- The Gardener's Son (1976)
- The Counselor (2013)

### Пиеси
- The Stonemason (1995)
- The Sunset Limited (2006); Сънсет Лимитид. Роман в драматична форма, изд. Пергамент Прес (2019)

## За него
- Frye, Steven. Understanding Cormac McCarthy.   Columbia, SC, University of South Carolina Press, 2009. ISBN 978-1570038396.
- The Cambridge Companion to Cormac McCarthy.   Cambridge, Cambridge University Press, 2013. ISBN 978-1107644809.